# Marko Kiprusoff
Marko Kristian Kiprusoff (* 6. Juni 1972 in Turku) ist ein ehemaliger finnischer Eishockeyspieler und derzeitiger -trainer, der im Laufe seiner Karriere unter anderem für die Montréal Canadiens und die New York Islanders in der National Hockey League sowie für TPS Turku in der  SM-liiga auf der Position des Verteidigers spielte. Sein jüngerer Bruder Miikka Kiprusoff ist ebenfalls Eishockeyspieler und war über viele Jahre als Torwart in der National Hockey League aktiv.

## Karriere
Kiprusoff begann seine Karriere in der Saison 1990/91 beim finnischen Verein TPS Turku. Während der NHL Entry Draft 1994 wurde er von den Verantwortlichen der Montréal Canadiens in der dritten Runde an insgesamt 70. Position ausgewählt. Der Linksschütze blieb, nach einem kurzen Intermezzo während der Saison 1991/92 beim Ligarivalen HPK Hämeenlinna bis 1995 bei TPS Turku. Anschließend wechselte er in die National Hockey League zu den Montréal Canadiens, die ihn jedoch zunächst an das damalige Farmteam, den Fredericton Canadiens, abgaben. Dennoch absolvierte er 24 NHL-Spiele, in denen er vier Assists erzielen konnte. Da er sich in der NHL bei den Canadiens nicht durchsetzen konnte, kehrte er anschließend nach Europa zurück und schloss sich den Malmö Redhawks an, die damals in der höchsten schwedischen Spielklasse, der Elitserien, aktiv waren. Dort blieb der gelernte Verteidiger zwei Jahre und gehörte in dieser Zeit zu den erfolgreichsten Defensiv-Spielern im Team. In 100 Partien, in denen er zum Einsatz kam, erzielte er 51 Scorerpunkte.
Nachdem er eine Vertragsverlängerung verweigerte, unterschrieb er im Sommer 1998 einen Vertrag bei seinem Heimatverein TPS Turku. Dort konnte er seine Punkteausbeute erneut steigern und zog somit das Interesse mehrere Klubs aus anderen europäischen Top-Ligen auf sich. Somit war es das Management der Kloten Flyers aus der Schweizer Nationalliga A, die ihn von einem Engagement überzeugen konnte und zur Saison 2000/01 in die Schweiz transferierte. Während der folgenden Spielzeit, die er erneut bei dem HC TPS Turku verbrachte, bekam er ein Vertragsangebot der New York Islanders aus der National Hockey League. Kiprusoff entschied sich für einen Wechsel und ging folglich für die Islanders aufs Eis. Dort konnte sich der damals 29-Jährige erneut nicht durchsetzen und stand des Öfteren im Kader des Farmteams, der Bridgeport Sound Tigers aus der AHL. Letzten Endes absolvierte er 27 Spiele für die New York Islanders, in denen er sechs Assists erzielen konnte, sowie vier Strafminuten kassierte.
Sein Kontrakt wurde am Ende der Spielzeit 2001/02 nicht verlängert und so wechselte er zu den Kloten Flyers, für die er bereits zwischen 2000 und 2001 gespielt hatte. Bei den Flyers stand er zwei Jahre unter Vertrag und kehrte anschließend im Sommer 2004 zu TPS Turku zurück, wo er bis 2009 aktiv war.
Im April 2010 beendete er seine Spielerkarriere, kehrte im Januar 2011 allerdings wieder aufs Eis zurück und absolvierte ein Spiel für den finnischen Verein Kuusamon Pallokarhut (PaKa), ehe er zwei Wochen später von den Budapest Stars verpflichtet wurde. Zwischen 2012 und 2014 war er erneut für PaKa und KooKoo aktiv, ehe er 2014 seine Karriere endgültig beendete.
Anschließend wurde er Nachwuchstrainer bei TPS, ehe er Mitte der Saison 2014/15 zum Assistenztrainer der Profimannschaft von TPS berufen wurde. Zwischen 2015 und 2018 war er in gleicher Position bei TuTo Hockey, einem zweitklassigen Verein ebenfalls aus Turku, beschäftigt.

## Erfolge und Auszeichnungen
- 1991 Finnischer Meister mit TPS Turku
- 1993 Finnischer Meister mit TPS Turku
- 1993 Europapokal-Gewinn mit TPS Turku
- 1994 Bronzemedaille bei den Olympischen Winterspielen
- 1994 Silbermedaille bei der Weltmeisterschaft
- 1994 All-Star Team der SM-liiga
- 1995 Finnischer Meister mit TPS Turku
- 1995 Pekka-Rautakallio-Trophäe
- 1995 All-Star Team der SM-liiga
- 1995 Goldmedaille bei der Weltmeisterschaft
- 1998 Silbermedaille bei der Weltmeisterschaft
- 1999 Finnischer Meister mit TPS Turku
- 1999 Raimo-Kilpiö-Trophäe
- 1999 All-Star Team der SM-liiga
- 1999 Silbermedaille bei der Weltmeisterschaft
- 2000  Finnischer Meister mit TPS Turku
- 2000 All-Star Team der SM-liiga
- 2001 Silbermedaille bei der Weltmeisterschaft
- 2010 All-Star Team der Ligue Magnus

## Karrierestatistik
(Legende zur Spielerstatistik: Sp oder GP = absolvierte Spiele; T oder G = erzielte Tore; V oder A = erzielte Assists; Pkt oder Pts = erzielte Scorerpunkte; SM oder PIM = erhaltene Strafminuten; +/− = Plus/Minus-Bilanz; PP = erzielte Überzahltore; SH = erzielte Unterzahltore; GW = erzielte Siegtore; 1 Play-downs/Relegation; Kursiv: Statistik nicht vollständig)